# 高橋理恵
高橋 理恵（たかはし りえ、12月4日 - ）は、元群馬テレビのアナウンサー。
福島県福島市出身。血液型O型。小学6年生までは水泳を、中学時代にはテニスと卓球を、高校時代には弓道を、大学時代には陸上競技をしていた。
群馬県　高崎経済大学　卒業

## 担当番組
- ぐんまインフォメーション[1]
- あさいち・朝生・情報通[1]
- お天気情報[1]
- JAみどりの風[2]
- ニューカラオケ大賞[2]
- 早起きは三文の得[2]
- ひる生情報II[2]
- GTVニュース[2]
- モーニングジャスト[3]
- お昼のニュースジャスト[3]
- ひるポチッ![4]
- ニュースジャスト200[4]
- グッドライフマガジン
- JOYのASOBU-TV JOYnt! - 2代目ナレーター